# Аттис, Кристофер
Кристофер Аттис (фр. Christopher Attys; род. 13 марта 2001, Сен-Морис) — гаитянский футболист, полузащитник итальянского клуба «Лекко», которым арендован у «Триестины».

## Карьера
В октябре 2018 года попал в молодёжку «Интера». В сентябре 2020 года отправлялся в аренду в молодёжную команду клуба СПАЛ.
В августе 2021 года отправился в аренду в хорватский «Шибеник». Дебютировал в ХНЛ 18 сентября 2021 года в матче с ФК «Локомотива». Забил дебютный мяч в ворота «Риеки». В Кубке Хорватии сыграл в матче с клубом «Меджимурье».